# Grand Prix Formule 1 van Canada 2014
De Grand Prix Formule 1 van Canada 2014 werd gehouden op 8 juni 2014 op het Circuit Gilles Villeneuve. Het was de zevende race van het kampioenschap.

## Wedstrijdverslag

### Achtergrond

#### DRS-systeem
Voor het DRS-systeem wordt, net zoals in voorgaande jaren, één detectiepunt gebruikt voor twee DRS-zones. Dit detectiepunt ligt na bocht 9, waarna voor bocht 12 voor de eerste keer en na bocht 14 voor de tweede keer het DRS-systeem open mag. Als een coureur bij dit detectiepunt binnen een seconde achter een andere coureur rijdt, mag hij zijn achtervleugel open zetten.

### Kwalificatie
Nico Rosberg behaalde voor Mercedes zijn derde pole position van het seizoen, voor teamgenoot Lewis Hamilton. Sebastian Vettel start voor Red Bull de race als derde, voor het Williams-duo Valtteri Bottas en Felipe Massa en teamgenoot Daniel Ricciardo. Fernando Alonso kwalificeerde zich voor Ferrari als zevende voor de Toro Rosso van Jean-Éric Vergne. De McLaren van Jenson Button en de Ferrari van Kimi Räikkönen sloten de top 10 af.
Sauber-coureur Esteban Gutiérrez kon niet deelnemen aan de kwalificatie na een crash in de derde vrije training op zaterdag. Zijn auto was hierbij zo zwaar beschadigd dat het team het chassis van de auto moest vervangen. Ook moest hij starten vanuit de pitstraat nadat ook zijn versnellingsbak moest worden vervangen. Ook Caterham-coureur Kamui Kobayashi moest zijn versnellingsbak wisselen, waar hij vijf startplaatsen straf voor kreeg.

### Race
De race begon met een ongeluk tussen de Marussia-coureurs Max Chilton en Jules Bianchi. Het incident bracht de safetycar in de baan. Halverwege de race had het Mercedes-duo Nico Rosberg en Lewis Hamilton 22 seconden voorsprong. Beide Mercedes auto's kregen echter elektronische problemen door oververhitting van het ERS systeem. Door het niet functioneren van het ERS systeem misten beide coureurs vermogen en bovendien werden de achterremmen veel meer belast dan normaal. Hamilton viel in ronde 46 uit door oververhitte achterremmen. Vervolgens ontstond er een kopgroep van vier auto's met Rosberg, Force India-coureur Sergio Pérez, Daniel Ricciardo en Sebastian Vettel. Later sloot ook Felipe Massa zich hierbij aan. Ricciardo haalde met vijf ronden te gaan Pérez in, waarna hij inliep op Rosberg, die hij met twee ronden te gaan inhaalde. In de laatste bocht van de voorlaatste ronde haalde ook Vettel Pérez in. Aan het begin van de laatste ronde probeerde Massa dit ook, Pérez ging iets van zijn lijn af, beide coureurs raakten elkaar en crashten. Dit zorgde voor opnieuw een safetycarsituatie en de eerste Formule 1-overwinning van Daniel Ricciardo, voor Nico Rosberg en Sebastian Vettel. Jenson Button eindigde de race als vierde voor de andere Force India van Nico Hülkenberg en Fernando Alonso. De top 10 werd volgemaakt door Valtteri Bottas, Jean-Éric Vergne, de McLaren van Kevin Magnussen en Kimi Räikkönen.
Na de race werd Chilton gestraft met een gridpenalty van drie plaatsen voor de volgende race, ook Pérez werd bestraft voor het veroorzaken van het ongeluk met Massa, hij kreeg een vijf plaatsen gridpenalty.

## Vrije trainingen
- Er wordt enkel de top 5 weergegeven.

| Vrije training 1 | Pos | No | Coureur          | Constructeur      | Tijd     |
| ---------------- | --- | -- | ---------------- | ----------------- | -------- |
| Vrije training 1 | 1   | 14 | Fernando Alonso  | Ferrari           | 1:17.238 |
| Vrije training 1 | 2   | 44 | Lewis Hamilton   | Mercedes          | 1:17.254 |
| Vrije training 1 | 3   | 6  | Nico Rosberg     | Mercedes          | 1:17.384 |
| Vrije training 1 | 4   | 1  | Sebastian Vettel | Red Bull-Renault  | 1:18.131 |
| Vrije training 1 | 5   | 77 | Valtteri Bottas  | Williams-Mercedes | 1:18.361 |
| Vrije training 2 | Pos | No | Coureur          | Constructeur      | Tijd     |
| Vrije training 2 | 1   | 44 | Lewis Hamilton   | Mercedes          | 1:16.118 |
| Vrije training 2 | 2   | 6  | Nico Rosberg     | Mercedes          | 1:16.293 |
| Vrije training 2 | 3   | 1  | Sebastian Vettel | Red Bull-Renault  | 1:16.573 |
| Vrije training 2 | 4   | 7  | Kimi Räikkönen   | Ferrari           | 1:16.648 |
| Vrije training 2 | 5   | 14 | Fernando Alonso  | Ferrari           | 1:16.701 |
| Vrije training 3 | Pos | No | Coureur          | Constructeur      | Tijd     |
| Vrije training 3 | 1   | 44 | Lewis Hamilton   | Mercedes          | 1:15.610 |
| Vrije training 3 | 2   | 19 | Felipe Massa     | Williams-Mercedes | 1:16.086 |
| Vrije training 3 | 3   | 6  | Nico Rosberg     | Mercedes          | 1:16.120 |
| Vrije training 3 | 4   | 14 | Fernando Alonso  | Ferrari           | 1:16.488 |
| Vrije training 3 | 5   | 3  | Daniel Ricciardo | Red Bull-Renault  | 1:16.504 |

Testcoureurs:
 Alexander Rossi (Caterham, P22)

## Kwalificatie
| Pos        | No | Coureur           | Constructeur         | Q1        | Q2       | Q3       | Grid |
| ---------- | -- | ----------------- | -------------------- | --------- | -------- | -------- | ---- |
| 1          | 6  | Nico Rosberg      | Mercedes             | 1:16.471  | 1:15.289 | 1:14.874 | 1    |
| 2          | 44 | Lewis Hamilton    | Mercedes             | 1:15.750  | 1:15.054 | 1:14.953 | 2    |
| 3          | 1  | Sebastian Vettel  | Red Bull-Renault     | 1:17.470  | 1:16.109 | 1:15.548 | 3    |
| 4          | 77 | Valtteri Bottas   | Williams-Mercedes    | 1:16.772  | 1:15.806 | 1:15.550 | 4    |
| 5          | 19 | Felipe Massa      | Williams-Mercedes    | 1:16.666  | 1:15.773 | 1:15.578 | 5    |
| 6          | 3  | Daniel Ricciardo  | Red Bull-Renault     | 1:17.113  | 1:15.897 | 1:15.589 | 6    |
| 7          | 14 | Fernando Alonso   | Ferrari              | 1:17.010  | 1:16.131 | 1:15.814 | 7    |
| 8          | 25 | Jean-Éric Vergne  | Toro Rosso-Renault   | 1:17.178  | 1:16.255 | 1:16.162 | 8    |
| 9          | 22 | Jenson Button     | McLaren-Mercedes     | 1:16.631  | 1:16.214 | 1:16.182 | 9    |
| 10         | 7  | Kimi Räikkönen    | Ferrari              | 1:17.013  | 1:16.245 | 1:16.214 | 10   |
| 11         | 27 | Nico Hülkenberg   | Force India-Mercedes | 1:16.897  | 1:16.300 |          | 11   |
| 12         | 20 | Kevin Magnussen   | McLaren-Mercedes     | 1:16.446  | 1:16.310 |          | 12   |
| 13         | 11 | Sergio Pérez      | Force India-Mercedes | 1:18.235  | 1:16.472 |          | 13   |
| 14         | 8  | Romain Grosjean   | Lotus-Renault        | 1:17.732  | 1:16.687 |          | 14   |
| 15         | 26 | Daniil Kvjat      | Toro Rosso-Renault   | 1:16.938  | 1:16.713 |          | 15   |
| 16         | 99 | Adrian Sutil      | Sauber-Ferrari       | 1:17.519  | 1:17.314 |          | 16   |
| 17         | 13 | Pastor Maldonado  | Lotus-Renault        | 1:18.328  |          |          | 17   |
| 18         | 4  | Max Chilton       | Marussia-Ferrari     | 1:18.348  |          |          | 18   |
| 19         | 17 | Jules Bianchi     | Marussia-Ferrari     | 1:18.359  |          |          | 19   |
| 20         | 10 | Kamui Kobayashi   | Caterham-Renault     | 1:19.278  |          |          | 21   |
| 21         | 9  | Marcus Ericsson   | Caterham-Renault     | 1:19.820  |          |          | 20   |
| 107% tijd: |    |                   |                      |           |          |          |      |
| 22         | 21 | Esteban Gutiérrez | Sauber-Ferrari       | geen tijd |          |          | Pit  |

## Race
| Pos | No | Coureur           | Constructeur         | Rondes | Tijd/Oorzaak uitval | Grid | Punten |
| --- | -- | ----------------- | -------------------- | ------ | ------------------- | ---- | ------ |
| 1   | 3  | Daniel Ricciardo  | Red Bull-Renault     | 70     | 1:39:12.830         | 6    | 25     |
| 2   | 6  | Nico Rosberg      | Mercedes             | 70     | +4.236              | 1    | 18     |
| 3   | 1  | Sebastian Vettel  | Red Bull-Renault     | 70     | +5.247              | 3    | 15     |
| 4   | 22 | Jenson Button     | McLaren-Mercedes     | 70     | +11.755             | 9    | 12     |
| 5   | 27 | Nico Hülkenberg   | Force India-Mercedes | 70     | +12.843             | 11   | 10     |
| 6   | 14 | Fernando Alonso   | Ferrari              | 70     | +14.869             | 7    | 8      |
| 7   | 77 | Valtteri Bottas   | Williams-Mercedes    | 70     | +23.578             | 4    | 6      |
| 8   | 25 | Jean-Éric Vergne  | Toro Rosso-Renault   | 70     | +28.026             | 8    | 4      |
| 9   | 20 | Kevin Magnussen   | McLaren-Mercedes     | 70     | +29.254             | 12   | 2      |
| 10  | 7  | Kimi Räikkönen    | Ferrari              | 70     | +53.678             | 10   | 1      |
| 11  | 11 | Sergio Pérez      | Force India-Mercedes | 69     | Ongeluk             | 13   |        |
| 12  | 19 | Felipe Massa      | Williams-Mercedes    | 69     | Ongeluk             | 5    |        |
| 13  | 99 | Adrian Sutil      | Sauber-Ferrari       | 69     | +1 ronde            | 16   |        |
| 14  | 21 | Esteban Gutiérrez | Sauber-Ferrari       | 64     | Vermogen            | Pit  |        |
| DNF | 8  | Romain Grosjean   | Lotus-Renault        | 59     | Achtervleugel       | 14   |        |
| DNF | 26 | Daniil Kvjat      | Toro Rosso-Renault   | 47     | Aandrijving         | 16   |        |
| DNF | 44 | Lewis Hamilton    | Mercedes             | 46     | Remmen              | 2    |        |
| DNF | 10 | Kamui Kobayashi   | Caterham-Renault     | 23     | Ophanging           | 21   |        |
| DNF | 13 | Pastor Maldonado  | Lotus-Renault        | 21     | Motor               | 17   |        |
| DNF | 9  | Marcus Ericsson   | Caterham-Renault     | 7      | Turbo               | 20   |        |
| DNF | 4  | Max Chilton       | Marussia-Ferrari     | 0      | Ongeluk             | 18   |        |
| DNF | 17 | Jules Bianchi     | Marussia-Ferrari     | 0      | Ongeluk             | 19   |        |

## Standen na de Grand Prix

### Coureurs
| Positie | Nummer | Rijder           | Team             | Punten |
| ------- | ------ | ---------------- | ---------------- | ------ |
| 1       | 6      | Nico Rosberg     | Mercedes         | 140    |
| 2       | 44     | Lewis Hamilton   | Mercedes         | 118    |
| 3       | 3      | Daniel Ricciardo | Red Bull-Renault | 79     |
| 4       | 14     | Fernando Alonso  | Ferrari          | 69     |
| 5       | 1      | Sebastian Vettel | Red Bull-Renault | 60     |

### Constructeurs
| Positie | Nummers | Team                 | Rijders                           | Punten |
| ------- | ------- | -------------------- | --------------------------------- | ------ |
| 1       | 6 44    | Mercedes             | Nico Rosberg Lewis Hamilton       | 258    |
| 2       | 1 3     | Red Bull-Renault     | Sebastian Vettel Daniel Ricciardo | 139    |
| 3       | 7 14    | Ferrari              | Kimi Räikkönen Fernando Alonso    | 87     |
| 4       | 11 27   | Force India-Mercedes | Sergio Pérez Nico Hülkenberg      | 77     |
| 5       | 20 22   | McLaren-Mercedes     | Kevin Magnussen Jenson Button     | 66     |

## Noot
- Dit waren de eerste rondes als raceleider en de eerste Grand Prix-winst voor Daniel Ricciardo.